# Álvaro García (football, 2000)
Álvaro García Segovia, né le 1er juin 2000 à Albacete en Espagne, est un footballeur espagnol qui évolue actuellement au poste de défenseur central à l'Atlético de Madrid B.

## Biographie

### En club
Formé à l'Albacete Balompié où il a commencé à jouer à l'âge de 11 ans, il rejoint en 2019 l'Atlético Madrid. Titulaire dans la défense centrale de l'équipe reserve madrilène, il marque notamment plusieurs buts dès sa première saison dans le club.

### En sélection nationale
En mai 2017, García remporte avec l'équipe d'Espagne des moins de 17 ans le championnat d'Europe face à l'Angleterre.
Le 28 octobre 2017, il fait partie de l'équipe d'Espagne des moins de 17 ans entraînée par Santi Denia qui s'incline devant l'Angleterre en finale de la Coupe du monde disputée en Inde.

## Palmarès

### En équipe nationale
- Équipe d'Espagne des moins de 17 ans
  - Vainqueur du championnat d'Europe des moins de 17 ans en 2017.
  - Finaliste de la Coupe du monde des moins de 17 ans en 2017.